# Líšná (Olomouc)
Líšná (in tedesco Lischna) è un comune della Repubblica Ceca facente parte del distretto di Přerov, nella regione di Olomouc.